# Isothecium hakkodense
Isothecium hakkodense är en bladmossart som beskrevs av Bescherelle 1893. Isothecium hakkodense ingår i släktet svansmossor, och familjen Brachytheciaceae. Inga underarter finns listade i Catalogue of Life.